# فرمانده عملیات نیروی دریایی آمریکا
فرمانده عملیات نیروی دریایی آمریکا (به انگلیسی: The Chief of Naval Operations) یا رئیس عملیات نیروی دریایی یکی از مناصب قانونی در آمریکا است که توسط یکی از ادمیرال‌های چهارستارهٔ (دریابُدهای) نیروی دریایی ایالات متحده آمریکا احراز می‌شود. این منصب ارشدترین مقام نظامی در نیروی دریایی ایالات متحده آمریکا است و دفتر آن در پنتاگون قرار دارد.
فرمانده عملیات نیروی دریایی آمریکا نقش مشاور و معاون وزیر نیروی دریایی را دارد. فرمانده عملیات نیروی دریایی آمریکا هم‌چنین به‌عنوان یکی از اعضای ستاد مشترک نیروهای مسلح ایالات متحده آمریکا، نقش رایزن نظامی را برای شورای امنیت ملی، شورای امنیت میهن، وزارت دفاع، و رئیس‌جمهوری ایفا می‌کند.
فرمانده کنونی عملیات نیروی دریایی آمریکا دریابُد جیمز کیلبی است.